# ایوف (دهانه)
ایوف یک دهانه برخوردی در ماه‌ است.